# Zbigniew Herbert
Pour les articles homonymes, voir Herbert.
Zbigniew Herbert (), né le 29 octobre 1924 à Lwów et mort le 28 juillet 1998 à Varsovie, est un poète et dramaturge polonais.

## Biographie
Pendant la Seconde Guerre mondiale, il poursuit ses études à l'université clandestine de Lviv, en même temps qu'il effectue son service militaire dans l'armée nationale clandestine (Armia Krajowa). Après la guerre, il finit des études d'économie à l'université Jagellonne de Cracovie. Dans les années 1950, il s'engage dans des études de droit à l'université Nicolas-Copernic de Toruń.
Ses œuvres puisent aux sources antiques d'où elles tirent une clarté et une netteté du trait rarement rencontrées au XXe siècle. Herbert est également un brillant essayiste, auteur d'une trilogie méridionale, méditerranéenne et moderne : Un barbare dans le jardin, Nature morte avec bride et mors et Le Labyrinthe au bord de la mer.
Il enseigne à l'université de Gdańsk durant l'année universitaire 1973-1974.
Il meurt alors que son nom avait été avancé plusieurs fois pour le prix Nobel de littérature.
Il a été fait chevalier de l'ordre de l'Aigle blanc de son vivant par les plus hautes autorités polonaises. En 1973, il a reçu le prix Herder et en 1993 le prix Kazimierz-Wyka.
Le 1er juillet 2007, le gouvernement polonais prit la décision de déclarer 2008 « Année Zbigniew Herbert » en commémoration du dixième anniversaire de sa mort.

## Annexes

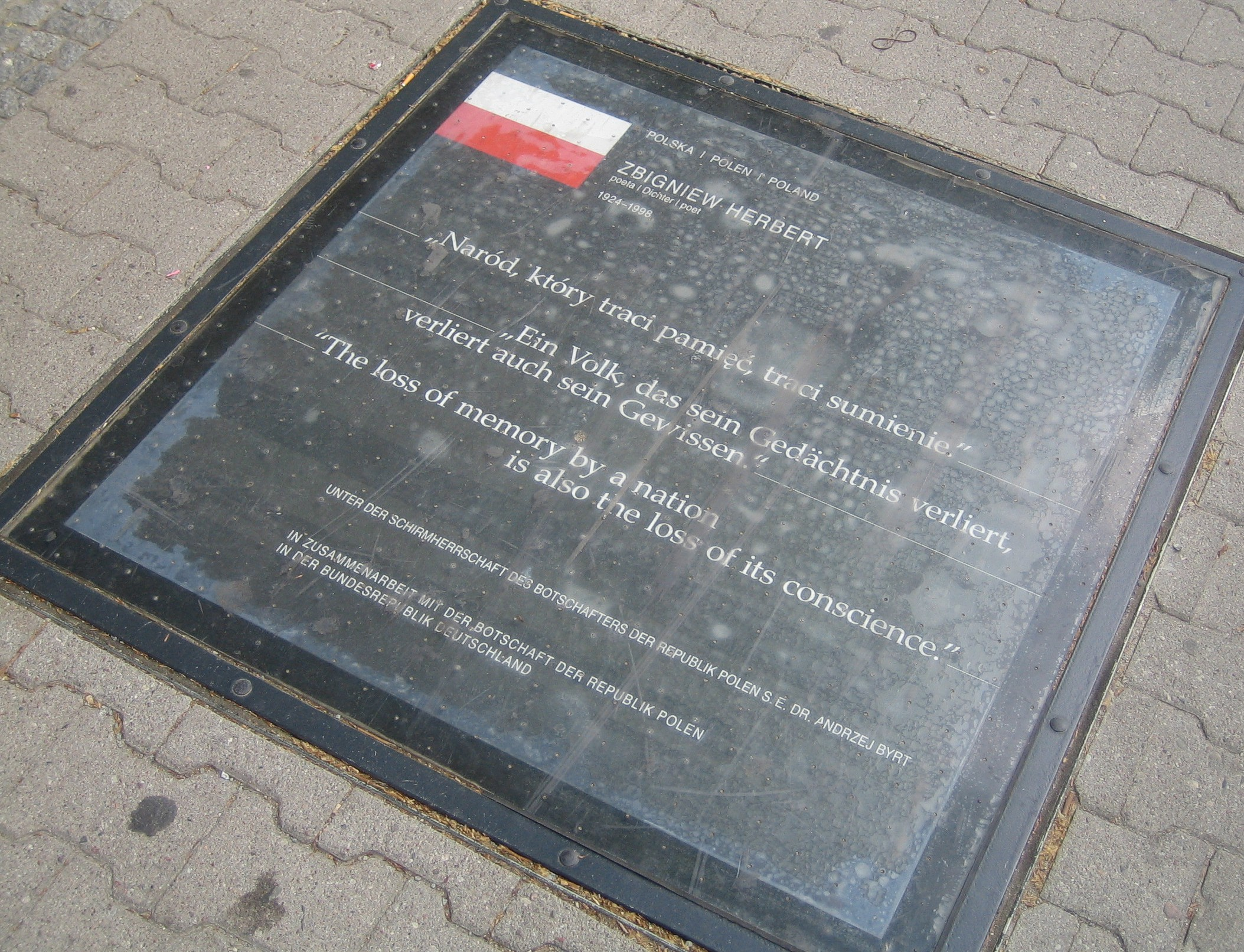
Plaque en l'honneur du poète Zbigniew Herbert sur l'allée des Visionnaires à Berlin. Inscription : « La perte de mémoire d'une nation, c'est aussi la perte de sa conscience. »